# خانه سفال کاشان
خانه سفال موزه‌ای در کاشان است.

## دربارهٔ بنا

### معماری
این خانه تاریخی به وسعت ۴۰۰ متر مربع در دو طبقهایجاد شده‌است. این خانه و موزه سفال کاشان دارای دو بخش نمایشگاهی و کارگاهی می‌باشد.
هدف از تأسیس خانه سفال، گسترش و توسعه هنر سال از طریق آموزش، پژوهش و برگزاری نمایشگاه است. این خانه در بافت قدیمی شهر قرار دارد و فضای مرمت شدهٔ آن دارای بخش کارگاهی، نمایشگاهی و پژوهشی است.

## موقعیت
خانه و موزه سفال در استان اصفهان در شهرستان کاشان قرار دارد.